# Triple saut masculin aux championnats du monde d'athlétisme 2001
Navigation
Séville 1999 Paris 2003
L'épreuve du triple saut masculin des championnats du monde d'athlétisme 2001 s'est déroulée les 4 et 6 août 2001 au stade du Commonwealth d'Edmonton, au Canada. Elle est remportée par le Britannique Jonathan Edwards.

## Résultats

### Finale
| Rang               | Athlète                | Pays          | Essais | Essais | Essais | Essais | Essais | Essais | Marque | Notes |
| Rang               | Athlète                | Pays          | 1      | 2      | 3      | 4      | 5      | 6      | Marque | Notes |
| ------------------ | ---------------------- | ------------- | ------ | ------ | ------ | ------ | ------ | ------ | ------ | ----- |
| Médaille d'or      | Jonathan Edwards       | Great Britain | 16.84  | x      | 17.92  | x      | -      | x      | 17.92  | WL    |
| Médaille d'argent  | Christian Olsson       | Suède         | 13.99  | 17.28  | 17.47  | -      | 16.96  | -      | 17.47  |       |
| Médaille de bronze | Igor Spasovkhodskiy    | Russie        | 16.79  | 16.69  | 16.37  | 16.89  | 17.44  | 16.88  | 17.44  | PB    |
| 4                  | Yoel Garcia            | Cuba          | 17.06  | 17.40  | 17.06  | 17.23  | 17.22  | 17.34  | 17.40  | SB    |
| 5                  | Walter Davis           | États-Unis    | 17.20  | 17.18  | 17.05  | 14.43  | 16.60  | 16.92  | 17.20  |       |
| 6                  | Brian Wellman          | Bermudes      | 15.69  | 16.81  | 16.39  | x      | -      | -      | 16.81  |       |
| 7                  | Onochie Achike         | Great Britain | 16.75  | 16.67  | 16.79  | 16.77  | 15.48  | 16.74  | 16.79  |       |
| 8                  | Rostislav Dimitrov     | Bulgarie      | 16.24  | 16.50  | 16.70  | 16.72  | x      | 16.47  | 16.72  |       |
| 9                  | Phillips Idowu         | Great Britain | 16.32  | 16.60  | 16.08  |        |        |        | 16.60  |       |
| 10                 | Johan Meriluoto        | Finlande      | 16.51  | 16.54  | 16.31  |        |        |        | 16.54  |       |
| 11                 | Paolo Camossi          | Italie        | 16.15  | 14.20  | 16.18  |        |        |        | 16.18  |       |
| 12                 | Konstadinos Zalaggitis | Grèce         | x      | x      | 16.13  |        |        |        | 16.13  |       |

## Légende
Records et Performances
- AR : Record continental (area record)
- CR : Record des championnats (championship record)
- MR : Record du meeting (meet record)
- NR : Record national (national record)
- OR : Record olympique (olympic record)
- PR : Record paralympique (paralympic record)
- PB : Record personnel (personal best)
- SB : Meilleure performance personnelle de la saison (season's best)
- WL : Meilleure performance mondiale de l'année (world leader)
- WJR : Record du monde junior (world junior record)
- WR : Record du monde (world record)

Circonstances et Conditions
- DNF : N'a pas terminé (did not finish)
- DNS : N'a pas pris le départ (did not start)
- DQ : Disqualification (disqualification)
- NM : Aucun essai valable enregistré (No Mark)
- Q : Qualifié « directement » au prochain tour (ou à la prochaine compétition), lors d'une compétition majeure, grâce au classement ou à la réalisation des minima (automatic qualifier)
- q : Qualifié au prochain tour (ou à la prochaine compétition), lors d'une compétition majeure, grâce au repêchage ou à la réalisation de l'une des meilleures performances parmi celles des « non qualifiés directement » (grâce au meilleur temps ou à la meilleure distance par exemple) (secondary qualifier)